# 貝奧武夫山
貝奧武夫山（英語：Mount Beowulf），是南極洲的山峰，位於維多利亞地，處於邁姆冰川東南岸，屬於阿斯加德山脈的一部分，海拔高度約2,100米，美國地質調查局根據測量和美國海軍拍攝的空中照片繪入地圖，現時由南極條約體系管理。